# Карвахаль, Хуан
Хуан Карвахаль Алиага (исп. Juan Carvajal Aliaga, род. 1930) — боливийский шахматист.
Один из сильнейших боливийских шахматистов 1960-х гг. В 1962 г. оспаривал звание чемпиона Боливии в матче с С. Умересом, в 1964 г. — с М. Лопесом.
В составе сборной Боливии участник шахматных олимпиад 1964, 1966 и 1972 гг. (в 1964 и 1966 гг. команда занимала 3-е место в финале D), а также Панамериканского командного чемпионата 1971 г.

## Спортивные результаты
| Год  | Город     | Соревнование                                    | + | − | = | Результат | Место |
| ---- | --------- | ----------------------------------------------- | - | - | - | --------- | ----- |
| 1962 |           | Матч с С. Умересом (на звание чемпиона Боливии) |   |   |   |           |       |
| 1964 | Тель-Авив | XVI Олимпиада (сборная Боливии, 4-я доска)      | 6 | 5 | 2 | 7 из 13   |       |
|      | Ла-Пас    | Матч с М. Лопесом                               |   |   |   |           |       |
| 1966 | Гавана    | XVII Олимпиада (сборная Боливии, 4-я доска)     | 7 | 3 | 5 | 9½ из 15  |       |
| 1971 | Тукуман   | Панамериканский командный чемпионат             | 1 | 5 | 1 | 1½ из 7   |       |
| 1972 | Скопье    | XX Олимпиада (сборная Боливии, ?-я доска)       | 6 | 9 | 5 | 8½ из 20  |       |